# Pinedjem I

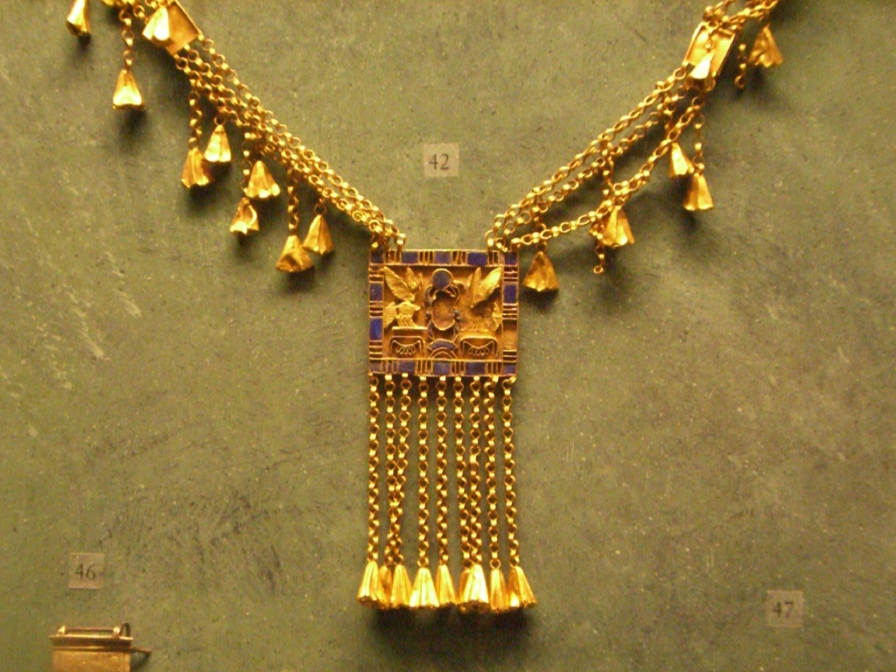
penjoll pectoral de Pinedjem I

Pinedjem I (nom d'Horus Horus Kanekhet Meriamon o Kanekhet Khaemouaset, nom nesut-bity Kheperkhaure Setepenamon) fou gran sacerdot d'Amon a Tebes a l'Alt Egipte vers 1070 a 1032 aC, i governant del centre i sud del país des de 1054 aC. Fou fill del gran sacerdot Piankh i net d'Herihor, amb algunes discussions. Segons les noves hipòtesis Pinedjem I era massa jove per succeir a Piankh com a gran sacerdot quan aquest va morir i Herihor hauria intervengut assolint el càrrec i a la seva mort Pinedjem I hauria finalment ocupat les funcions; aquesta interpretació té el suport de les decoracions del temple de Khonsu a Karnak on els relleus d'Herihor van seguits immediatament dels de Pinedjem sense que apareguin els de Piankh; Pinedjem I va tenir una llarga carrera com a gran sacerdot.

## Regnat
Va heretar una base de poder polític i religiós a Tebes. Pinedjem va reforçar el seu contra sobre el mitjà i alt Egipte i va establir una virtual independència d'aquests territoris amb relació a Tanis. Va governar amb Esmendes I, després amb Amenemnisu (el successor), i finalment amb el seu propi fill Psusennes I. Es va casar amb Duathathor-Henuttawy, filla de Ramsès XI, per cimentar les relacions amb l'altra família principal d'aquell temps. Va dirigir un programa arquitectònic essencialment concentrat sobre la consolidació d'edificis i els seus recintes a Karnak, Luxor i Medinet Habu. Segons Arno Egberts, fou durant el seu regnat que es va produir la història de Wnamon. Aquest sacerdot fou enviat a Biblos a buscar fusta de cedre per refer la barca sagrada del déu de Tebes, i pel camí va passar per diverses desventures, basant-se en les quals es pot comprovar que Egipte havia perdut tota influència al Llevant. Pinedjem I va iniciar un rescat de les mòmies reials dels ancestres de les quals tenia la guàrdia en tant que gran sacerdot de Tebes, i que foren reunides en forats i en els sarcòfags salvats de les destruccions dels saquejadors (això està datat l'any 6è i l'any 15è d'Esmendes I), i la tomba d'Amenhotep II fou la darrera sepultura de faraons il·lustres com Tuthmosis IV, Meremptah o Ramsès IV. La tomba de la reina Inhapy situada separada de la vall i de les necròpolis conegudes a Deir al-Bahari fou escollida com lloc d'amagatall i va rebre diversos faraons com Ramsès II, Tuthmosis III o Amosis el cèlebre fundador de la dinastia XVIII.
A partir de l'any 16è de Nesbanebdjed I o Esmendes I va adoptar una titulatura reial i data els monuments i els fets oficials a partir del seu propi regnat i sense fer referència a la reialesa del nord. i el seu sacerdoci va ser heretat pels seus fills Masaharta i Menkheperre. La seva filla Maatkare Mutemhat va tenir el càrrec de divina adoradora d'Amon. La seva mòmia fou tronada al forat DB320 a Deir al-Bahri. A Karnak, al gran temple d'Amon-Ra que en aquest temps era l'entrada principal del recinte, va fer erigir un gran colós de granit, potser aprofitant una antiga estàtua que va reinscriure amb el seu nom i es va apropiar també de les esfinxs que vorejaven la via que portaven al gran temple. Va intervenir també al temple de Khonsu del que va continuar la decoració i va acabar probablement la construcció del piló. Al nord va fortificar de manera permanent la frontera amb la monarquia de Tanis edificant una gran fortalesa a al-Hibeh de la que va confiar el control al seu fill Masaharta que el va succeir com a gran sacerdot d'Amon al capdavant del clergat del déu a Tebes (Luxor), els temples dels quals disposaven de grans propietats mobiliàries i immobiliàries per tot l'alt Egipte.
Mort Esmendes I de Tanis després d'uns 27 anys de regnat, el va succeir el seu possible fill Amenemnisu que va governar quatre anys. LLavors el fill de Pinedjem I, Psusennes I, va ser imposat pel seu pare com a faraó a Tanis eliminant la separació que existia fins aquell moment entre les dues famílies, tot i que les dues branques respectaven mútuament la seva autonomia. Amb aquesta imposició al tron del seu propi fill, la dualitat es va mantenir, però foren llavors dos regnes estretament vinculats i aliats. Psusennes va governar doncs en paral·lel amb el seu pare.
Pinedjem va morir després de regnar 22 anys, i el va succeir un altre fill, Menkheperre.

## Família
Els seus pares Piankhi i Nodjmet van tenir diversos fills; es coneixen tres germans mascles de Pinedjem (Heqanefer, Heqamaat, Ankhefenmut) i una femella (Faienmut). També consten tres de les seves esposes: Isetemkheb, Tentnabehenut i Duathathor-Henuttaui (filla de Ramsès XI); amb aquesta darrera que va tenir diversos fills entre els quals el futur faraó Psusennes I, l'esposa del déu Amon, Maatkare Mutemhat; la princesa Henuttaui, i probablement la reina Mutnedjmet que es va casar amb Psusennes.
L'esposa Isetemkheb, cantant d'Amon, és esmentada en alguna inscripció trobada a al-Hiban. La suposada tercera esposa, Tentnabekhenu, és esmentada en un papir funerari de la seva filla Nauny en el qual aquesta darrera, que fou enterrada a Tebes, és anomenada com a "filla del rei", el que implica pensar que Pinedjem fou el seu pare i, per tant, espòs de Tentnabekhenu.
A banda de Psusennes va tenir almenys quatre fills més, dels quals la mare no se sap encara que almenys un altre hauria nascut de Duathathor-Henuttawy: Masaharta, Djedkhonsuefankh, Menkheperre (tots els quals van esdevenir grans sacerdots d'Amon) i Nesipaneferhor, un sacerdot d'Amon, el nom del qual va substituir a un fill d'Herihor al temple de Khonsu de Karnak.